# Ausztria a 2011-es úszó-világbajnokságon
Ausztria a 2011-es úszó-világbajnokságon 16 sportolóval vett részt.

## Műugrás
Férfi
| Versenyző        | Esemény                 | Selejtező | Selejtező | Elődöntő          | Elődöntő          | Döntő             | Döntő             |
| Versenyző        | Esemény                 | Pont      | Helyezés  | Pont              | Helyezés          | Pont              | Helyezés          |
| ---------------- | ----------------------- | --------- | --------- | ----------------- | ----------------- | ----------------- | ----------------- |
| Constantin Blaha | Férfi 1 méteres műugrás | 287.95    | 30        |                   |                   | Nem jutott tovább | Nem jutott tovább |
| Constantin Blaha | Férfi 3 méteres műugrás | 392.90    | 19        | Nem jutott tovább | Nem jutott tovább | Nem jutott tovább | Nem jutott tovább |

Női
| Versenyző     | Esemény               | Selejtező | Selejtező | Elődöntő          | Elődöntő          | Döntő             | Döntő             |
| Versenyző     | Esemény               | Pont      | Helyezés  | Pont              | Helyezés          | Pont              | Helyezés          |
| ------------- | --------------------- | --------- | --------- | ----------------- | ----------------- | ----------------- | ----------------- |
| Sophie Somloi | Női 1 méteres műugrás | 249.45    | 15        |                   |                   | Nem jutott tovább | Nem jutott tovább |
| Sophie Somloi | Női 3 méteres műugrás | 260.60    | 26        | Nem jutott tovább | Nem jutott tovább | Nem jutott tovább | Nem jutott tovább |

## Úszás
Férfi
| Versenyző                                                 | Esemény                                | Selejtező | Selejtező | Elődöntő          | Elődöntő          | Döntő             | Döntő             |
| Versenyző                                                 | Esemény                                | Idő       | Helyezés  | Idő               | Helyezés          | Idő               | Helyezés          |
| --------------------------------------------------------- | -------------------------------------- | --------- | --------- | ----------------- | ----------------- | ----------------- | ----------------- |
| Markus Rogan                                              | Férfi 200 méteres gyorsúszás           | 1:48.82   | 21        | Nem jutott tovább | Nem jutott tovább | Nem jutott tovább | Nem jutott tovább |
| Markus Rogan                                              | Férfi 200 méteres vegyesúszás          | 1:59.22   | 5 Q       | 1:57.74           | 4 Q               | 1:58.14           | 5                 |
| David Brandl                                              | Férfi 400 méteres gyorsúszás           | 3:54.73   | 25        |                   |                   | Nem jutott tovább | Nem jutott tovább |
| David Brandl                                              | Férfi 800 méteres gyorsúszás           | 8:05.66   | 22        |                   |                   | Nem jutott tovább | Nem jutott tovább |
| Florian Janistyn                                          | Férfi 800 méteres gyorsúszás           | 8:12.90   | 33        |                   |                   | Nem jutott tovább | Nem jutott tovább |
| Sebastian Stoss                                           | Férfi 200 méteres hátúszás             | 2:01.13   | 26        | Nem jutott tovább | Nem jutott tovább | Nem jutott tovább | Nem jutott tovább |
| Hunor Mate                                                | Férfi 100 méteres mellúszás            | 1:01.88   | 39        | Nem jutott tovább | Nem jutott tovább | Nem jutott tovább | Nem jutott tovább |
| Hunor Mate                                                | Férfi 200 méteres mellúszás            | 2:15.45   | 32        | Nem jutott tovább | Nem jutott tovább | Nem jutott tovább | Nem jutott tovább |
| Dinko Jukic                                               | Férfi 200 méteres pillangóúszás        | 1:55.26   | 1 Q       | 1:54.94           | 4 Q               | 1:55.48           | 7                 |
| Dinko Jukic                                               | Férfi 200 méteres vegyesúszás          | DNS       | DNS       | Nem jutott tovább | Nem jutott tovább | Nem jutott tovább | Nem jutott tovább |
| Dinko Jukic                                               | Férfi 400 méteres vegyesúszás          | 4:17.36   | 12        |                   |                   | Nem jutott tovább | Nem jutott tovább |
| David Brandl Christian Scheruebl Markus Rogan Dinko Jukic | Férfi 4 × 200 méteres gyorsúszás váltó | 7:13.34   | 9         |                   |                   | Nem jutott tovább | Nem jutott tovább |

Női
| Versenyző                                                         | Esemény                        | Selejtező | Selejtező | Elődöntő          | Elődöntő          | Döntő               | Döntő               |
| Versenyző                                                         | Esemény                        | Idő       | Helyezés  | Idő               | Helyezés          | Idő                 | Helyezés            |
| ----------------------------------------------------------------- | ------------------------------ | --------- | --------- | ----------------- | ----------------- | ------------------- | ------------------- |
| Birgit Koschischek                                                | Női 100 méteres gyorsúszás     | 55.75     | 29        | Nem jutott tovább | Nem jutott tovább | Nem jutott tovább   | Nem jutott tovább   |
| Birgit Koschischek                                                | Női 100 méteres pillangóúszás  | 59.84     | 29        | Nem jutott tovább | Nem jutott tovább | Nem jutott tovább   | Nem jutott tovább   |
| Jordis Steinegger                                                 | Női 200 méteres gyorsúszás     | 2:01.06   | 30        | Nem jutott tovább | Nem jutott tovább | Nem jutott tovább   | Nem jutott tovább   |
| Jordis Steinegger                                                 | Női 200 méteres vegyesúszás    | 2:17.09   | 24        | Nem jutott tovább | Nem jutott tovább | Nem jutott tovább   | Nem jutott tovább   |
| Jordis Steinegger                                                 | Női 400 méteres vegyesúszás    | 4:41.33   | 13        |                   |                   | Nem jutott tovább   | Nem jutott tovább   |
| Nina Dittrich                                                     | Női 800 méteres gyorsúszás     | 8:43.89   | 21        |                   |                   | Nem jutott tovább   | Nem jutott tovább   |
| Nina Dittrich                                                     | Női 1500 méteres gyorsúszás    | 16:37.15  | 21        |                   |                   | Nem jutott tovább   | Nem jutott tovább   |
| Fabienne Nadarajah                                                | Női 50 méteres hátúszás        | 29.29     | 28        | Nem jutott tovább | Nem jutott tovább | Nem jutott tovább   | Nem jutott tovább   |
| Fabienne Nadarajah                                                | Női 50 méteres pillangóúszás   | 27.27     | 25        | Nem jutott tovább | Nem jutott tovább | Nem jutott tovább   | Nem jutott tovább   |
| Joerdis Steingger Birgit Koschichek Eva Chavez-Diaz Nina Dittrich | Női 4 × 200 méteres gyorsváltó | 8:06.67   | 15        |                   |                   | Nem jutottak tovább | Nem jutottak tovább |

## Szinkronúszás
Női
| Versenyző                | Esemény               | Selejtező | Selejtező | Döntő               | Döntő               |
| Versenyző                | Esemény               | Pont      | Helyezés  | Pont                | Helyezés            |
| ------------------------ | --------------------- | --------- | --------- | ------------------- | ------------------- |
| Nadine Brandl            | Egyéni rövid program  | 82.500    | 16        | Nem jutott tovább   | Nem jutott tovább   |
| Nadine Brandl            | Egyéni szabad program | 82.520    | 16        | Nem jutott tovább   | Nem jutott tovább   |
| Nadine Brandl Livia Lang | Páros rövid program   | 82.000    | 22        | Nem jutottak tovább | Nem jutottak tovább |
| Nadine Brandl Livia Lang | Páros szabad program  | 82.680    | 20        | Nem jutottak tovább | Nem jutottak tovább |